# Dominik Kaindl
Dominik Kaindl (8. listopadu 1891 Kamenná – 22. února 1973 Klášter Heiligenkreuz) byl katolický kněz, cisterciák, generální vikář, profesor Starého zákona, církevní historik.

## Život
Narodil se v německy hovořící rodině jako Franz Keindl. Řádové jméno Dominik přijal 4. srpna 1911 ve Vyšebrodském klášteře. Studoval filozofii a teologii a 30. května 1915 jej biskup Josef Antonín Hůlka vysvětil na kněze. Ve studiích pokračoval v Praze, na pražské universitě promoval s prospěchem Sub auspiciis Imperatoris (nejvyšší ocenění). Dále studoval v Papežském biblickém institutu v Římě. Od roku 1927 vyučoval v Českých Budějovicích filozofii a po dalších studiích v Římě vyučoval mezi lety 1932 a 1939 v Budějovicích obor Starý zákon.
Poté, co vyšebrodského opata Tecelina Jaksche roku 1939 zatklo gestapo, byl Dominik Kaindl vyšebrodskými cisterciáky zvolen opatem koadjutorem. Zastupoval pak opata až do roku 1945. Po roce 1945 německá část vyšebrodské komunity odešla do Rakouska, kde se usadila v klášteře Rein ve Štýrsku. Vedení komunity bylo nabídnuto Dominiku Kaindlovi, který nabídku odmítl. Zemřel v klášteře Heiligenkreuz roku 1973, a byl zde i pohřben.